# 中央広場 (ブラチスラヴァ)

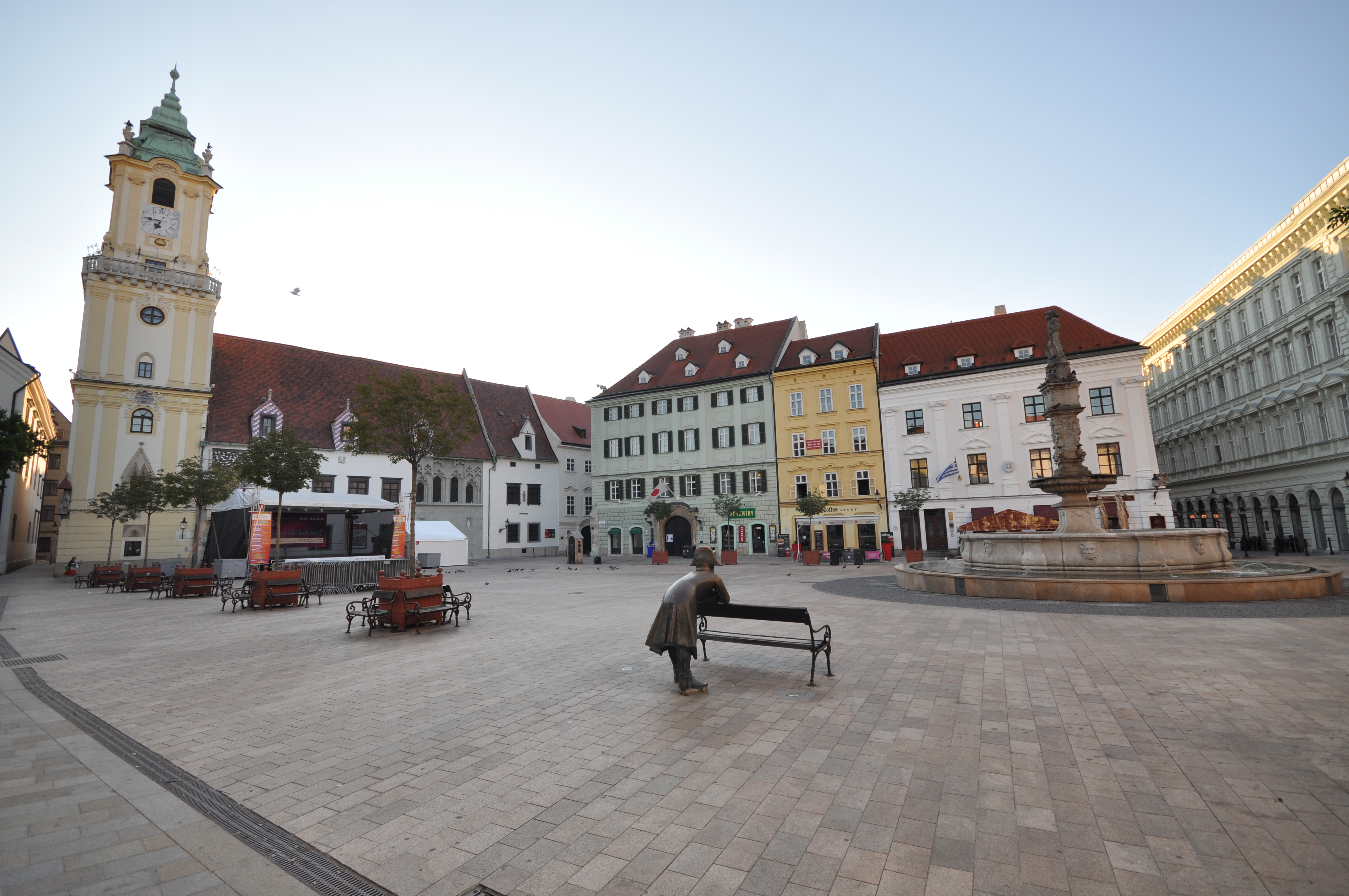
中央広場

中央広場 (ちゅうおうひろば、スロバキア語: Hlavné námestie) は、スロバキアの首都・ブラチスラヴァの旧市街にある広場である。市民の憩いの場でもあり、さまざまなイベントの会場にもなる。広場には、ロランド噴水、旧市庁舎、日本大使館などがある。